# Mari Plácido
Marie Plácido, detta Mari (Ponce, 18 agosto 1987), è un'ex cestista portoricana.

## Carriera
Con Porto Rico ha disputato i Campionati mondiali del 2018.